# アップルケーキ

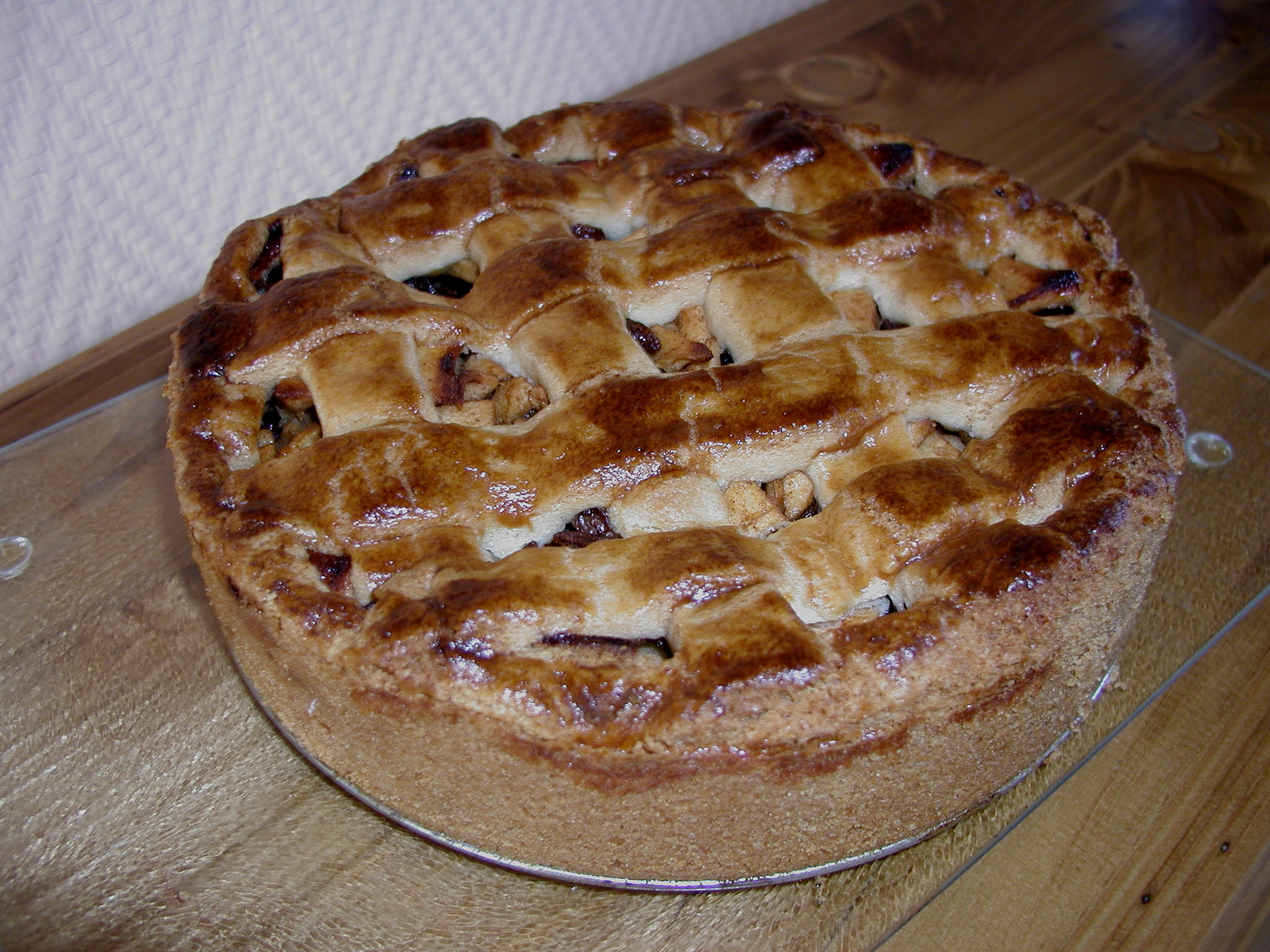
アップルケーキ

アップルケーキ(英: Apple cake)は、リンゴを主な材料とする一般的なデザートである。このケーキは、プレーンケーキのベースに香りを加えるために、リンゴをスライスする過程を経て作られる。
伝統的なアプフェルクーヘン(独: Apfelkuchen)は、ナツメグやシナモンといった、独特の味を出す様々な香辛料を含んでいる。香辛料を追加した上に、クルミやアーモンドなどの砕いたナッツを加える。
ドーセットアップルケーキ、デヴォンアップルケーキ及びサマセットアップルケーキは、伝統的なフォームであり、それぞれ、イギリスのドーセット、デヴォン及びサマセットの発祥である。
リンゴは、その保水性がドライケーキの水気を保つため、チョコレートケーキなど、他のケーキにも使用される。この場合、リンゴは、ドライフルーツであるか、新鮮なものである。